# Angiografia

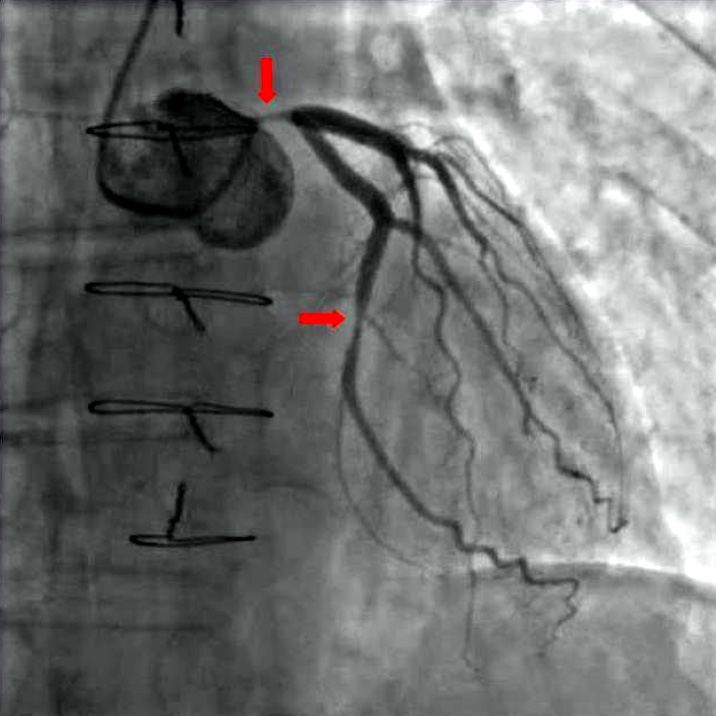
Angiogram zwężenia naczyń wieńcowych (koronarografia).

Angiografia lub arteriografia (gr. angeion – naczynie i graphein – zapisać) jest techniką obrazowania medycznego wykorzystywaną do wizualizacji wnętrza naczyń krwionośnych oraz organów ciała, zwracającą szczególną uwagę na tętnice, żyły oraz komory serca. Standardową metodą przeprowadzania badania angiograficznego jest wstrzyknięcie nieprzepuszczalnego dla promieni rentgenowskich środka kontrastowego, a następnie przeprowadzenia obrazowania przy użyciu technik opartych na promieniowaniu rentgenowskim takich jak fluoroskopia.
Z definicji angiografia jest metodą tomografii projekcyjnej, jednakże, termin ten stosuje się również w nowszych technikach obrazowania naczyń takich jak tomografia komputerowa (angio-TK) oraz angiografia rezonansu magnetycznego.

## Historia

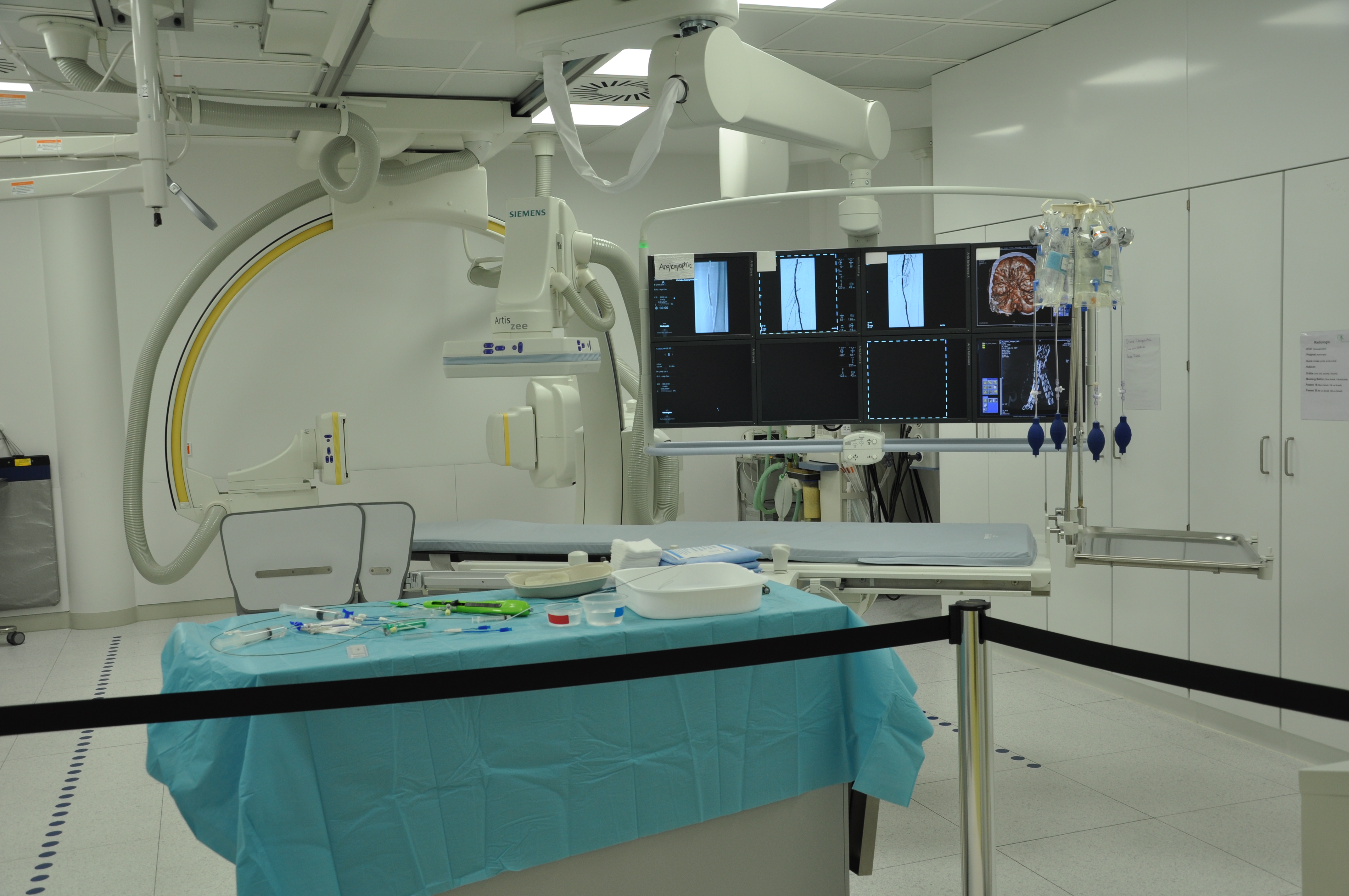
Laboratorium angiograficzne

Technika badania została stworzona przez portugalskiego psychiatrę i neurochirurga Egasa Moniza, który w roku 1927 jako pierwszy przeprowadził badanie kontrastowe naczyń krwionośnych mózgu u osoby cierpiącej na padaczkę oraz postępujący niedowład połowiczny. Uznawany jest tym samym za jednego z pionierów w tej dziedzinie. Za powyższe osiągnięcia został dwukrotnie nominowany do Nagrody Nobla. Wraz z wprowadzeniem techniki Seldingera w 1953 roku, procedura przeprowadzania badania stała się znacznie bezpieczniejsza ze względu na brak użycia ostrych narzędzi wprowadzających, które musiałyby pozostać we wnętrzu światła naczyń. Prawdziwym przełomem diagnostycznym stało się wprowadzenie badania TK głowy ułatwiające rozpoznanie krwiaków śródmózgowych, za co Godfrey Hounsfield i Allan McLeod Cormack otrzymali nagrodę Nobla w 1979 r. Badaniem o wyższej dokładności jest obecnie rezonans magnetyczny mózgu, którego twórcy Paul Lauterbur i Peter Mansfield zostali uhonorowani nagrodą Nobla w 2003 r.

## Metody badania

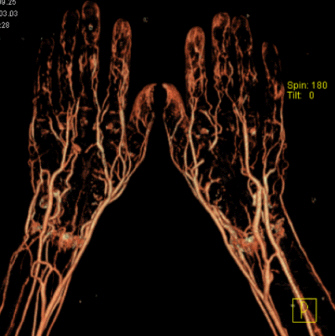
Obraz rąk uzyskany za pomocą angiografii TK.

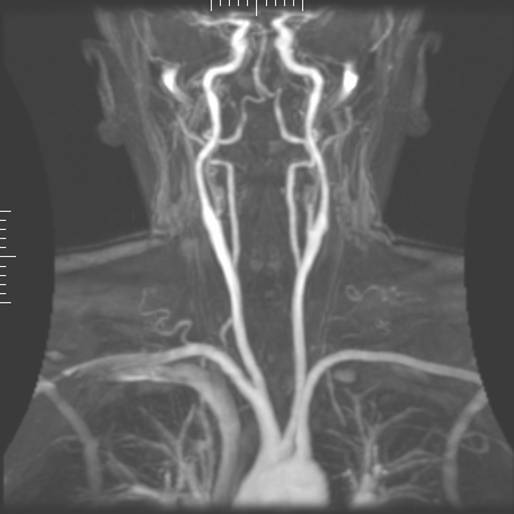
Obraz uzyskany za pomocą angiografii MR.

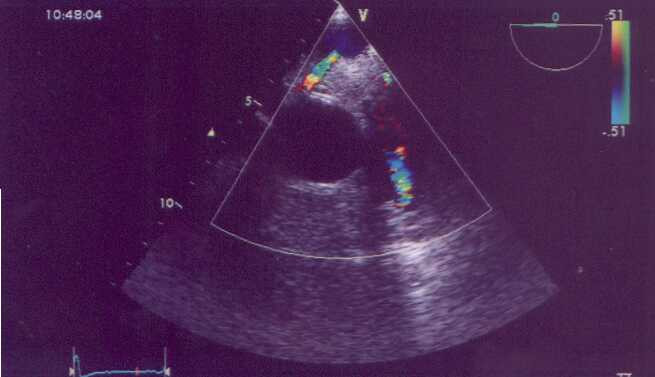
Obraz USG serca z kolorowym dopplerem.

### Tomografia komputerowa(angio-TK)
Technika tomografii komputerowej daje możliwość obrazowania naczyń tętniczych i żylnych mózgu po dożylnym podaniu środka kontrastowego. Wstrzyknięcie powoduje wzrost współczynnika osłabienia promieniowania charakteryzującego krew. Istnieje możliwość oddzielenia struktur o współczynniku osłabienia promieniowania niższym i wyższym niż zakontrastowane naczynia krwionośne przy użyciu specjalistycznego oprogramowania TK. Dane struktury można następnie wybiórczo uwidocznić  w obrazach TK. Przy odpowiednim doborze ilości środka kontrastowego i czasu opóźnienia skanowania, można uzyskać obraz samych naczyń tętniczych. Ta metoda obrazowania stosowana jest w celu potwierdzenia niedrożności, zwężenia tętnic, udarach krwotocznych, badaniach pośmiertnych (diagnostyka sądowo-lekarska ran kłutych i ciętych)
- Perfuzja TK – udoskonalona metoda (względem klasycznej TK) wykorzystywana w diagnostyce udarów niedokrwiennych mózgu. Metoda ta umożliwia ocenę dystrybucji podanego dożylnie środka kontrastowego w obrębie mózgowia – uwidocznienie obszarów o zmniejszonym lub całkowicie zniesionym przepływie krwi oraz uwidocznienie ostrych ognisk niedokrwienia w bardzo wczesnej fazie. W obrazach perfuzji TK, zmiany widoczne są już w kilka minut po wystąpieniu incydentu upośledzenia drożności lub zamknięcia naczynia tętniczego. Kolejną zaletą tego badania jest uwidocznienie ono obszar penumbry. W perfuzji TK ocenia się kilka parametrów krążenia mózgowego – wyznacza się tym samym obszary zagrożenia zawałem i dokonanego zawału:
  - objętość krwi w mózgu (CBV, cerebral blood volume)
  - przepływ krwi w mózgu (CBF, cerebral blood flow)
  - średni czas przejścia (MTT, mean transit time)
  - czas osiągnięcia amplitudy (TTP, time to peak)

Z powyżej wymienionych parametrów, MTT najlepiej odzwierciedla upośledzenie krążenia mózgowego. Znając jego wartość dla różnych obszarów mózgu, można wyznaczyć miejsca potencjalnego zagrożenia zawałem.

### Angiografia rezonansu magnetycznego(angio-MR)
Badanie angiograficzne metodą rezonansu magnetycznego pozwala uwidocznić naczynia tętnicze podstawy mózgu bez użycia środków kontrastowych. Podobnie jak w przypadku angiografii TK, w ostrych udarach niedokrwienia, technika ta jest ograniczona i umożliwia jedynie potwierdzenie niedrożności lub znacznego zwężenia tętnicy. Najczęściej stosowanymi technikami w badaniu angio-MR są:
- TOF (ang. time-of-flight – czas lotu) – polega na rejestrowaniu sygnału magnetyzowanej krwi wpływającej do obszaru badanego (slab), w której sygnał z tkanki stacjonarnej ulega wytłumieniu. Odpowiednia konstrukcja sekwencji impulsów wzbudzających magnetyzację tkanek umożliwia przeprowadzenie tego badania. Rodzaj obrazowania struktur tętniczych lub żylnych zależy od strony z której umieszczony jest impuls startujący (wytłumiający) względem badanego obszaru.
- PC (ang. phase contrast – kontrast fazowy) – polega na rejestracji sygnału magnetyzacji poprzecznej (sumaryczny wektor magnetyczny zwrócony w bok zgodnie ze zwrotem ruchu precesji protonów). Silny sygnał płynącej krwi uzyskuje się dzięki odpowiedniej konstrukcji sekwencji impulsów wzbudzających.

Obie te metody mają swoje zalety jak i wady. W przypadku TOF, na wynik badania ma wpływ prędkość płynącej krwi – słaby sygnał w przypadku wolnego przepływu. Zaletą PC jest jego niezależność od prędkości płynącej krwi, samo badanie jednak wymaga większej ilości czasu niż TOF i jest bardzo wrażliwe na zakłócenia z indukowanych prądów błądzących oraz artefakty ruchowe.

### Ultrasonografia z podwójnym obrazowaniem (ang.duplex ultrasonography – DUS)
Metoda ta uwidacznia morfologie ściany tętnicy i blaszki miażdżycowej z jednoczesnym pomiarem prędkości przepływu krwi w danym miejscu – dzięki temu można w łatwy sposób określić stopień zwężenia badanej tętnicy. Wyniki badania dostępne są w czasie rzeczywistym, samo zaś badanie dostarcza wielu istotnych danych na temat badanej tętnicy: krytyczne zwężenia, niedrożności, średnice, szerokość zwężeń. Główną zaletą jest fakt, iż badanie to jest tanie, powtarzalne i nieobciążające dla chorego, ponadto może ono być przeprowadzane w czasie trwania operacji. Największą zaś wadą tej metody jest to zależność od kąta przyłożenia głowicy, jej rodzaju i częstotliwości ultradźwiękowej używanej do badania. DUS nie powinno wiązać się z występowaniem powikłań ze względu na brak konieczności użycia kontrastu ani wzmacniacza obrazu.

### Trójwymiarowa angiografia dopplerowska (ultrasonografia trójwymiarowa)
Analizuje całkowite unaczynienie zmian, pozwala na wprowadzenie ilościowej oceny zarówno unaczynienia, jak i przepływu krwi (możliwe jest to dzięki wprowadzeniu metody kolorowego dopplera). Umożliwia analizę zarejestrowanego obszaru we wszystkich trzech płaszczyznach, umożliwiając tym samym rekonstrukcję przekrojów, których nie można ocenić techniką konwencjonalną. Wykorzystywana zwłaszcza w ocenie guzów jajników, poprawia również wyniki przewidywania wystąpienia zmiany złośliwej. Obecnie metoda ta stanowi cenne uzupełnienie konwencjonalnej diagnostyki USG.

### Angiografia klasyczna
Badanie przeprowadzane jest poprzez wstrzyknięcie pacjentowi środka kontrastowego, a następnie wykonanie serii zdjęć rentgenowskich w celu uwidocznienia naczyń, ich odgałęzień i zmian chorobowych w nich występujących. Przykładami zastosowania badania są:
- arteriografia – środek kontrastujący wstrzykiwany jest do tętnicy, najczęściej tętnicy udowej lub tętnicy ramiennej.
- flebografia – środek cieniujący podawany jest dożylnie.

## Zastosowanie

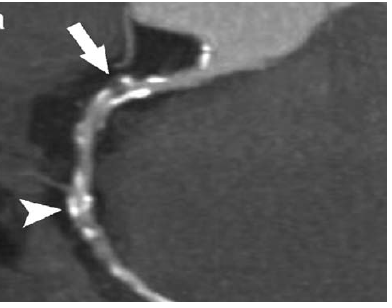
Koronarografia-TK serca.

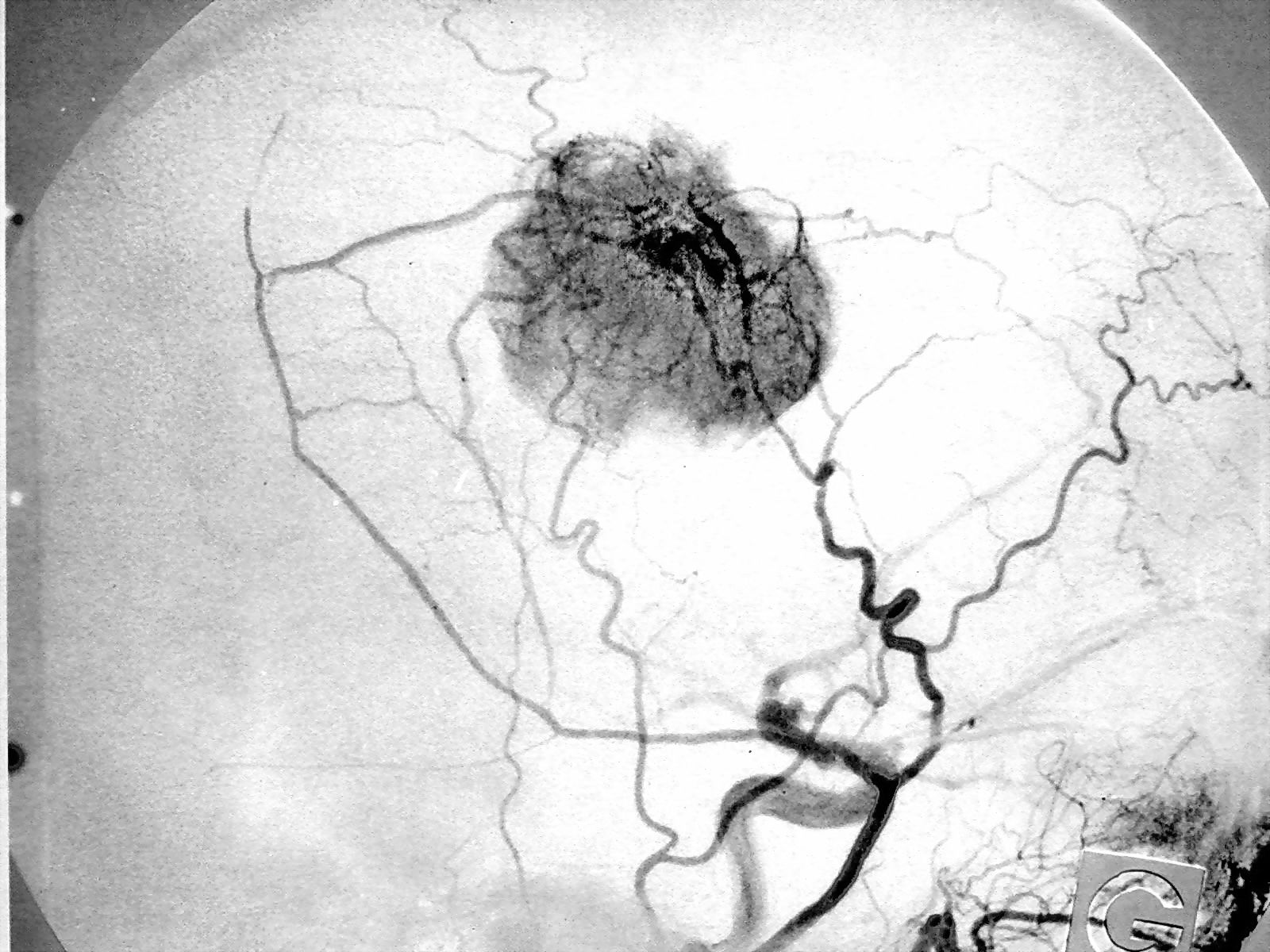
Angiografia naczyniowa – oponiak

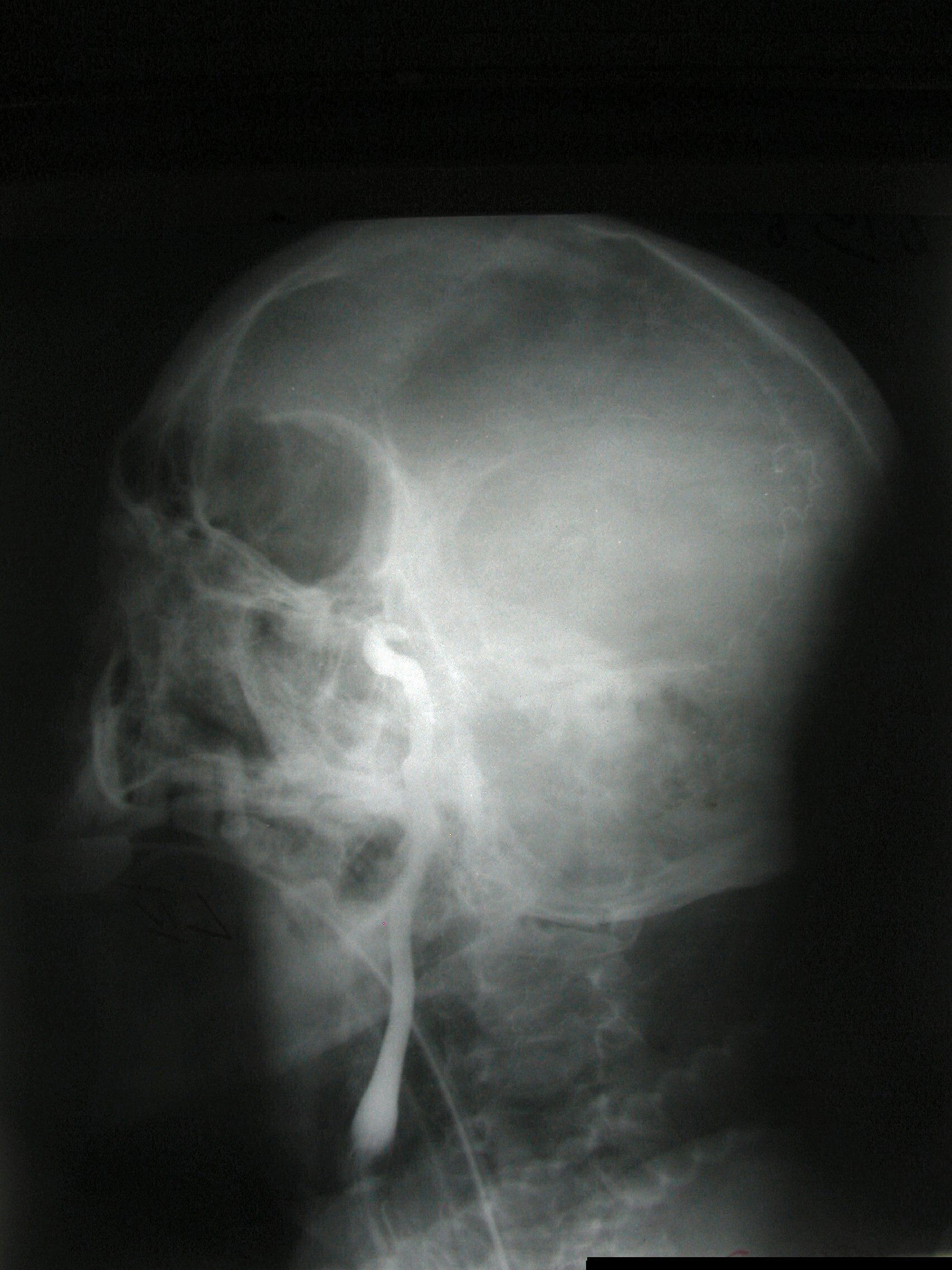
Angiografia tętnicy szyjnej wewnętrznej – stwierdzony brak krążenia mózgowego – kontrast zatrzymał się na wysokości syfonu – śmierć mózgu.

### Koronarografia
Jest to badanie mające na celu uzyskanie angiografu tętnic wieńcowych. Rodzaje koronarografii:
- Przezskórna koronarografia – w badaniu tym, środek kontrastowy dostarczany był do badanego miejsca z wykorzystaniem dostępu poprzez tętnicę udową. Obecnie jednak stosuje się dostęp poprzez tętnicę promieniową ze względu na spadek powikłań miejscowych czy skrócony czas hospitalizacji. Metoda ta ma jednak swoje wady – jest ona trudniejsza do opanowania oraz wymaga więcej cierpliwości, jednakże w ostatecznym rozrachunku korzyści ekonomiczne jak i również poprawienie samopoczucia pacjentów którzy mogą wcześniej opuścić szpital powoduje, iż jest to obecnie najczęściej stosowana metoda w badaniach koronarografii[6].

- Tomografia komputerowa (TK) – w odróżnieniu od koronarografii przezskórnej, jest metodą nieinwazyjną, którą ponadto można wykonać w trybie ambulatoryjnym, tym samym redukując szansę wystąpienia powikłań. Umożliwia wykonanie rekonstrukcji w dowolnych płaszczyznach oraz rekonstrukcji przestrzennych. Zapewnia lepszą ocenę zwapnień w obrębie blaszki miażdżycowej oraz ocenę przebiegu i obwodów niedrożnych tętnic wieńcowych. Wadą tej metody jest niższa rozdzielczość przestrzenna i czasowa w porównaniu z tą uzyskiwaną w tradycyjnej angiografii. Metoda ta cechuje się najwyższą wartością diagnostyczną spośród metod nieinwazyjnych stosowanych w diagnostyce choroby wieńcowej serca. Tomografia komputerowa stosowana jest do oceny anomalii tętnic wieńcowych, mostków mięśniowych przebiegających nad tętnicami wieńcowymi, przetok, badania pomostów aortalno-wieńcowych[7].

- Rezonans magnetyczny (MR) – stosowany w obrazowaniu serca. Postęp technologiczny powoduje wzrost roli koronarografii w diagnostyce choroby niedokrwiennej serca. Zaletami rezonansu magnetycznego są możliwość oceny morfologii, globalnej i regionalnej funkcji serca, perfuzji miokardium i charakterystyki tkanek w trakcie jednego badania. Badanie to w przeciwieństwie do tomografii komputerowej (TK) czy badań z zakresu medycyny nuklearnej, nie naraża pacjenta na promieniowanie jonizujące. Główną wadą badania jest wysoki koszt sprzętu i oprogramowania, występowanie specyficznych dla tego badania przeciwwskazań, długi czas trwania samego badania oraz brak wyspecjalizowanych operatorów – techników i lekarzy[8].

### Mikroangiografia optyczna
Jest to badanie wykonywane z zastosowaniem środków kontrastowych do badań mikrokrążenia tkanek i narządów. Technika umożliwiająca tworzenie dynamicznych obrazów 3D perfuzji krwi. Jest to nieinwazyjna metoda obrazowania ilościowego przepływu krwi, umożliwiające tworzenie obrazów o rozdzielczości do poziomu kapilarnego. Badanie to daje możliwość wykrycia chorób nerwowo-naczyniowych takich jak udar niedokrwienny i krwotoczny, otępnienie naczyniowe, zapalenie; ponadto umożliwia wytwarzanie środków zapobiegających lub ograniczających wzrost naczyniowy wykorzystywanych np. przy leczeniu raka. Mikroangiografia optyczna jest wolna od wad innych metod takich jak: radioaktywność, brak możliwości obrazowania 3D, niemożność dostarczenia odpowiedniej rozdzielczości obrazowania.

### Angiografia naczyniowa
Jest to badanie służąca w diagnostyce patologii w obrębie wewnątrzczaszkowych naczyń krwionośnych, w tym zatok opony twarzowej. W badaniach angiografii naczyniowej stosuje się cyfrową angiografię subtrakcyjną naczyń mózgowych (DSA) – badanie to wykonuje się poprzez nakłucie naczynia tętniczego (najczęściej tętnicy udowej). Gdy cewnik zostanie wprowadzony do tętnic szyjnych, podany zostaje środek kontrastujący, a następnie dokonuje się oceny wypełnienia zatok żylnych opony twardej. Objawem sugerującym obecność zakrzepicy w obrębie badanego naczynia jest częściowy lub całkowity brak wypełnienia światła zatoki żylnej podanym środkiem kontrastującym. Głównymi wadami tej metody są: trudność w prawidłowej interpretacji otrzymanego obrazu oraz fakt stosowania nieinwazyjnych metod diagnostycznych takich jak TK i MR. Obecnie DSA stosowane jest wyłącznie do celów terapeutycznych – tak zwanej celowanej trombolizy.

### Flebografia
Jest to badanie żył, służące wykryciu chorób takich jak zakrzepica, zespół górnego otworu klatki piersiowej. Flebografia jest metodą inwazyjną – pomimo stosowania metod badań takich jak tomografia komputerowa czy rezonans magnetyczny, w przypadku wyżej wymienionych chorób złotym standardem pozostaje nadal inwazyjna flebografia. W badaniu tym podaje się środek kontrastowy do dwóch żył odłokciowych, a jego zaletą jest fakt możliwości równoczesnego pomiaru ciśnień. Wadami badania są oczywiście powikłania jakie mogą wystąpić w związku ze stosowaniem metody inwazyjnej, dlatego też pomimo ciągłego stosowania tejże metody, odchodzi się od niej na rzecz tomografii komputerowej z opcją angio.

### Angiografia fluoresceinowa
Jest to badanie stosowane między innymi w diagnostyce zmian cukrzycowych na dnie oka.
- angiografia fluoresceinowa oraz indocyjaninowa – techniki angiograficzne dna oka oparte na zjawisku fluorescencji. Pozwalają na badanie krążenia siatkówkowo-naczyniówkowego. W badaniach tych wykorzystywane są farmakokinetyki zieleni indocyjaninowej i fluoresceiny – są to środki kontrastowe o różnych właściwościach, które wzajemnie się uzupełniają.
- koherencyjna tomografia optyczna – bezkontaktowa i nieinwazyjna metoda obrazowania, wykorzystująca interferencję niskiej koherencji. Umożliwia uzyskiwanie obrazów mikroanatomii siatkówki o wysokiej rozdzielczości w czasie rzeczywistym. Pozwala na monitorowanie przebiegu choroby i skuteczności leczenia[12].

### Angiografia tętnic szyjnych
Angiografia tętnic szyjnych jest wykorzystywana w celu wykrycia zwężeń tętnic szyjnych i wynikających z niego następstw. W badaniu wykorzystywane są przezczaszkowe badania dopplerowskie, ocena ultrasonograficzna oraz analiza komputerowa lub rezonans magnetyczny. Arteriografia jest metodą tracąca obecnie na popularności ze względu na rozwój innych, czułych i nieinwazyjnych metod, takich jak angio-MR, angio-TK czy duplex-scan. W przypadku badań chorych ze zwężeniem ICA, metoda ta została zupełnie wyparta przez duplex-scan, który to jest bardziej opłacalną metodą diagnostyczną.

### Pośmiertne badania angiograficzne (PMCTA)
Jest to badanie wykorzystywane w sądowo-lekarskiej diagnostyce przypadków ran kłutych i ciętych. W celu przeprowadzenia badania, wykorzystywana jest tomografia komputerowa. Ostatecznym celem przeprowadzania badania jest odpowiedź na pytania: jaki był przebieg kanałów ran, czy (i jakie) naczynia krwionośne zostały uszkodzone) i wreszcie które obrażenie spowodowało śmiertelny skutek. Odpowiedzi na te pytania są bardzo istotne zwłaszcza w kwestii rekonstrukcji przebiegu zdarzenia. Ważną zaletą przeprowadzenia tegoż badanie jest fakt, iż jest ono wykonywane przed rozpoczęciem sekcji zwłok, tym samym daje ono możliwość dokładnego jej rozplanowania. Dostarcza ono również informacji – w postaci ilustracji – które są łatwiejsze do zrozumienia dla osób niezwiązanych z medycyną. Badanie to ułatwia ponadto ocenę obrażeń zadanych w obszarach dla których sekcja zwłok nie dostarcza wystarczających informacji takich jak rejon brzucha.

## Rodzaje środków kontrastujących

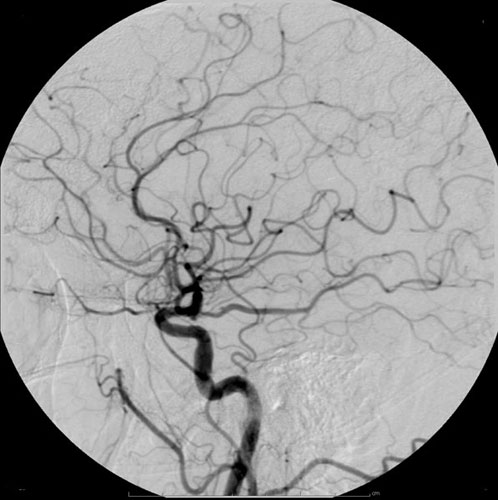
Przykład zastosowania kontrastu opartego na jodzie w angiografii mózgu

1. Środek kontrastowy oparty na jodzie – stosowane są w radiografii oraz tomografii komputerowej. Podawane  celu uzyskania obrazu naczyń krwionośnych i np. obrazu serca.
  - Związki jonowe – charakteryzują się wysoką osmolalnością i wysoką toksycznością
  - Związki organiczne (niejonowe) – charakteryzują się niską osmolalnością i niską toksycznością, w porównaniu do związków jonowych są jednak znacznie droższe
2. Środek kontrastowy oparty na barze – stosowane głównie w obrazowaniu układu trawiennego[16]
3. Środek kontrastowy oparty na gadolinie – wykorzystywany w badaniach z wykorzystaniem rezonansu magnetycznego[17]
4. Mikropęcherzykowe środki kontrastowe – wykorzystane do ułatwienia badania sonograficznego, a zwłaszcza w echokardiografii, w celu wykrycia zastawek serca

## Komplikacje
Przeprowadzenie angiografii jest powiązane z możliwością wystąpienia komplikacji, jednakże poważne komplikacje są rzadkością.
Pomniejsze komplikacje:
- Krwawienie i siniaki w miejscu nacięcia
- Zakażenie w miejscu nacięcia – może prowadzić do konieczności leczenia przy użyciu antybiotyków
- Łagodne do umiarkowanych reakcje alergiczne na barwnik kontrastowy – zwykle zapobiega się temu za pomocą leków przeciw alergii

Poważniejsze komplikacje:
- uszkodzenie nerek (zazwyczaj tymczasowe),
- zawał serca,
- udar,
- uszkodzenia naczyń krwionośnych wymagające dalszych operacji,
- poważna reakcja alergiczna zagrażająca życiu wywołana barwnikiem kontrastu,
- śmierć.

Wymienione wyżej poważne komplikacje są jednak rzadkością np. udar występuje u 1 na 1000 osób, a poważna reakcja alergiczna występuje u 1 na 50000 do 150000 osób.
Angiografia jest zalecanym badaniem tak długo jak korzyści są większe niż jakiekolwiek potencjalne ryzyko.
Obecnie coraz rzadziej stosowana jako badanie diagnostyczne – wypierana jest przez ultrasonografię dopplerowską, angiografię rezonansu magnetycznego (angio-MR) oraz tomografię komputerową (angio-TK).
Angiografia jest podstawą obrazowania w angioplastyce i radiologii zabiegowej.
Obecnie w medycynie stosuje się cyfrową angiografię subtrakcyjną (ang. digital subtraction angiography, DSA), która pozwala uzyskać dokładniejszy obraz naczyń przy użyciu znacznie mniejszej ilości środków kontrastowych i dawek promieniowania.